# NGC 5211
NGC 5211 ist eine 12,8 mag helle Balkenspiralgalaxie mit aktivem Galaxienkern (LINER-Typ) vom Hubble-Typ SBab im Sternbild Jungfrau und etwa 163 Millionen Lichtjahre von der Milchstraße entfernt.
Das Objekt wurde am 14. April 1828 von John Herschel entdeckt.